# Pristomyrmex
Pristomyrmex é um gênero de insetos, pertencente a família Formicidae.

## Espécies
- Pristomyrmex acerosus
- Pristomyrmex africanus
- Pristomyrmex bicolor
- Pristomyrmex bispinosus
- Pristomyrmex boltoni
- Pristomyrmex brevispinosus
- Pristomyrmex browni
- Pristomyrmex castaneicolor
- Pristomyrmex castor
- Pristomyrmex coggii
- Pristomyrmex collinus
- Pristomyrmex costatus
- Pristomyrmex cribrarius
- Pristomyrmex curvulus
- Pristomyrmex divisus
- Pristomyrmex eduardi
- Pristomyrmex erythropus
- Pristomyrmex erythropygus
- Pristomyrmex flatus
- Pristomyrmex fossulatus
- Pristomyrmex foveolatus
- Pristomyrmex fuscipennis
- Pristomyrmex hirsutus
- Pristomyrmex inermis
- Pristomyrmex laevis
- Pristomyrmex largus
- Pristomyrmex levigatus
- Pristomyrmex longispinus
- Pristomyrmex longus
- Pristomyrmex lucidus
- Pristomyrmex mandibularis
- Pristomyrmex mendanai
- Pristomyrmex minusculus
- Pristomyrmex modestus
- Pristomyrmex nitidissimus
- Pristomyrmex obesus
- Pristomyrmex occultus
- Pristomyrmex orbiceps
- Pristomyrmex orbiculatus
- Pristomyrmex parumpunctatus
- Pristomyrmex parvispina
- Pristomyrmex pegasus
- Pristomyrmex picteti
- Pristomyrmex pollux
- Pristomyrmex profundus
- Pristomyrmex pulcher
- Pristomyrmex punctatus
- Pristomyrmex pungens
- Pristomyrmex quadridens
- Pristomyrmex quadridentatus
- Pristomyrmex quindentatus
- Pristomyrmex reticulatus
- Pristomyrmex rigidus
- Pristomyrmex simplex
- Pristomyrmex sulcatus
- Pristomyrmex taurus
- Pristomyrmex thoracicus
- Pristomyrmex trachylissus
- Pristomyrmex trispinosus
- Pristomyrmex trogor
- Pristomyrmex umbripennis
- Pristomyrmex wheeleri
- Pristomyrmex wilsoni
- Pristomyrmex yaeyamensis